# Ивана Митић (лекар)
Др Ивана Митић (Сремска Митровица, 1963) српски је лекарка, примаријус са подручја Јабланичког округа.

## Биографија
Од новембра 2004. године директор Завода за заштиту здравља је прим. др Ивана Митић. Рођена је 15. децембра 1963. године у Сремској Митровици. Основно образовање је завршила у месту рођења, а Медицински факултет у Београду 25. марта 1988. године. Специјалистички испит Хигијене положила 21. децембра 1994. године на Медицинском факултету у Нишу. Звање примаријус добила 26. децембра 2002. године. Активан је члан и секретар Подружнице СЛД у Лесковцу. Објавила је 22 рада. Учесник је бројних стручних састанака, конгреса и симпозијума.